# Initialzündung
Durch Initialzündung wird ein Explosivstoff mit Hilfe eines Initialsprengstoffes zur Detonation gebracht.
Im gewerblichen Bereich werden Sprengstoffe mittels Sprengzünder gezündet. Bei einfacher Zündung durch eine Lunte oder Ähnliches würde der Explosivstoff entweder gar nicht reagieren oder nur langsam abbrennen. Vorteil der Initialzündung ist der relativ ungefährliche Transport von Sprengstoffen oder Munition; die Initialzündung wurde 1863 von Alfred Nobel erfunden.

Im allgemeinen Sprachgebrauch versteht man unter Initialzündung auch die „zündende Idee“ oder ein Ereignis, das eine Folge weiterer Ereignisse, Ideen oder Entwicklungen auslöst.